# 朱元丰
朱元丰，浙江桐乡人，是一名清朝政治人物。举人出身。

## 生平
朱元丰曾于1732年接替刘梦楫任华亭县知县一职，1735年由贾又正接任。